# Ghijasa de Sus
Ghijasa de Sus (deutsch Obergesäß, ungarisch Felsőgezés) ist ein Dorf in Siebenbürgen (Rumänien). Es gehört administrativ zur Gemeinde Alțâna (Alzen).

## Lage
Das Dorf liegt im Harbachtal und ist von fünf- bis siebenhundert Meter hohen Hügeln umgeben. Es liegt etwa zehn Kilometer von Alțâna entfernt und ist über die Straße erreichbar, die von Agnita (Agnetheln) nach Șeica Mare (Marktschelken) führt.

## Geschichte
Obergesäß wurde 1364 als Possesiones Martunfolwa et Seez erstmals urkundlich erwähnt. Im Zuge der Revolution von 1848 beteiligten sich die Obergesäßer Hörigen sowie jene aus den umliegenden Dörfern an einem Aufstand gegen die adeligen Grundherren.

## Gegenwart
Bei der Volkszählung 1992 leben in Obergesäß 278 Rumänen, acht Roma und zwei Ungarn.

## Persönlichkeiten
- Ioan Sava Câmpineanu (1889–1921), Pilot und Flugpionier[3]